# スイス国鉄G3/4形蒸気機関車

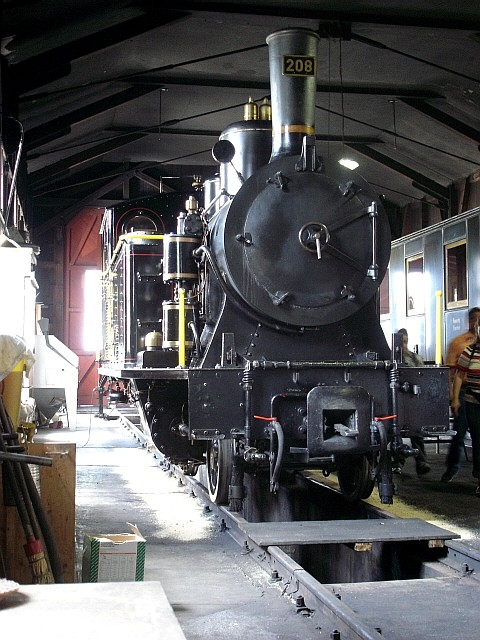
インターラーケンで保存されている、G3/4 208号機

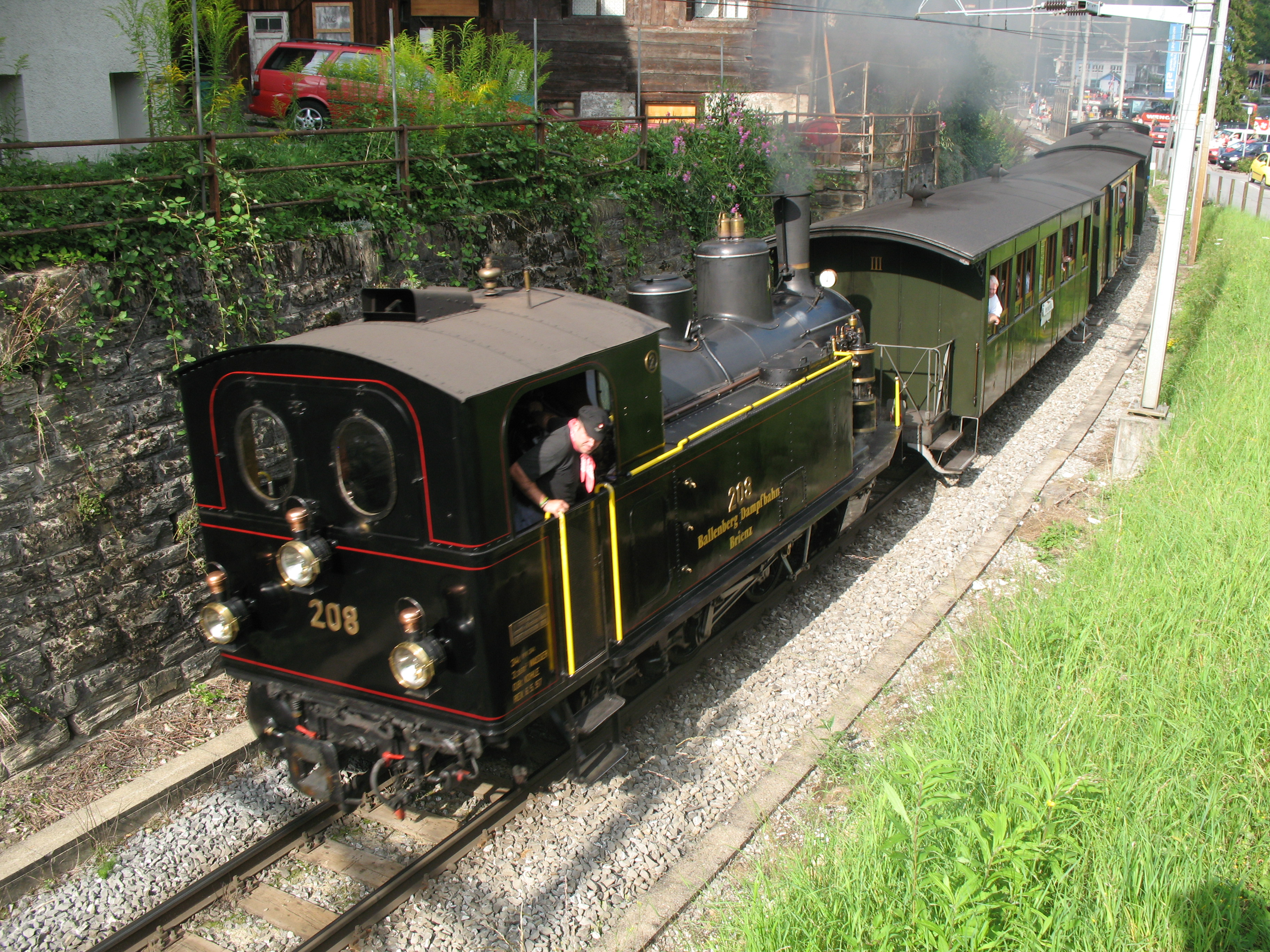
動態保存されているG3/4 208号機

スイス国鉄G3/4形蒸気機関車（すいすこくてつG3/4がたじょうききかんしゃ）は、スイスのスイス国鉄（Schweizerische Bundesbahnen (SBB)）の1m軌間の路線であるブリューニッヒ線で使用された山岳鉄道用蒸気機関車である。

## 概要
スイス国鉄の唯一の1m軌間の路線であるブリューニック線（現在はルツェルン-シュタンス-エンゲルベルク鉄道と統合してツェントラル鉄道となっている）において、ジュラ-ベルン-ルツェルン鉄道として開業以来使用されてきた1887-1901年製のG3/3形蒸気機関車の置換用として、同じくラック区間用のHG2/2形ラック式蒸気機関車の置換用として製造されたHG3/3形と並行して、1906-1914年に8両がSLMで製造された粘着式の蒸気機関車で、出力は180kW、18パーミルで135tの列車を20km/hで牽引可能な性能を持つほか、平坦線では350t、最大26パーミルで70tを牽引可能である。なお、1924、26年にはレーティッシュ鉄道からほぼ同形のG3/4形計4両が編入されて215-218号機となっている。
新造機の機番と製番、製造年、価格（スイスフラン）は以下のとおり
- 201 - 1674 - 1906年1月3日 - 44,431
- 202 - 1675 - 1906年1月11日 - 44,431
- 203 - 2222 - 1912年4月15日 - 44,431
- 204 - 2223 - 1912年4月26日 - 44,431
- 205 - 2224 - 1912年5月7日 - 44,431
- 206 - 2401 - 1914年2月17日 - 44,431
- 207 - 2402 - 1914年2月24日 - 44,431
- 208 - 2403 - 1914年3月5日 - 44,431

編入機の機番と旧機番、製造年、編入年は以下のとおり
- 215 - 15 - 1910 - 1908年7月31日 - 1924年
- 216 - 16 - 1911 - 1908年7月31日 - 1924年
- 217 - 9 - 1369 - 1901年6月10日 - 1926年
- 218 - 10 - 1370 - 1901年6月25日 - 1926年

## 仕様(201-208号機)

### 車体
- 外観は煙突がシリンダ中心よりかなり前位側に設置される長いボイラーに1050mmの動輪を車軸配置1Cに配置したレーティッシュ鉄道のG3/4形を基本とするSLM製狭軌用中形機シリーズ標準の構成で、煙室扉周りや運転室周りを始め、全体にシンプルなデザインのスイス製蒸気機関車の標準的なスタイルである。
- 正面には煙突前部もしくは煙室扉部に1箇所と、デッキ上もしくはランボード前端の左右の3箇所に丸型の引掛式の前照灯が設置されており、当初はオイルランプであったが、後に電灯式となっている。
- 連結器はピン・リンク式連結器で、連結器下にフックを備えており、ねじ式連結器としても使用可能なものであった。なお、1941年以降はピン・リンク式連結器とも連結可能な+GF+式[7]自動連結器に変更されている。

### 走行装置
- 本形式は飽和蒸気式でシリンダ径360mmの201-202号機、シリンダ径340mmの203-207号機、過熱蒸気式でシリンダ径340mmの208号機の3種に大別することができる。
- ボイラーは全伝熱面積が201-202号機が64.8m2で小煙管130本、203-207号機が58.5m2で小煙管116本、208号機が84.1m2で大煙管21本の構成で、蒸気圧力はいずれも12kg/cm2、煙管長は3200mmとなっている。201-207号機では煙突中心は先輪中心と同じ位置に設置されるが、過熱式の208号機のみ煙突が前位側の煙室扉寄りに寄っており、外観上の識別点となっている。
- 走行装置は2シリンダ単式、ワルシャート式で主動輪は第2動輪、シリンダは径360/340mmで行程500mmとなっており、動輪は直径1050mm、先輪は700mmのいずれもスポーク車輪で、主動輪は第2動輪、固定軸距2900mm、全軸距4900mmとなっている。台枠は鋼板による板台枠で、ベースとなったレーティッシュ鉄道のG3/4形の外側台枠から内側台枠式に変更されており、シリンダブロックは鋳鉄製である。
- 石炭の積載量は0.8t、水積載容量は201-202号機が3.5m3、203-208号機が3.3m3で、水タンクはサイドタンク式である。
- ブレーキ装置は201-202号機は蒸気ブレーキ、手ブレーキであったが、203号機以降は空気ブレーキが装備されている。

### 主要諸元
- 軌間：1000mm
- 方式：2シリンダ、飽和蒸気式（201-207）もしくは過熱蒸気式（208）タンク機関車
- 軸配置：1C
- 最大寸法：全長8530mm、全幅2500mm、全高3500mm
- 機関車全軸距：4900mm
- 固定軸距：2900mm
- 動輪径：1050mm
- 先輪径：700mm
- 自重：自重/運転整備重量/粘着重量
  - 201-202：24.3t/31.3t/26.4t
  - 203-207：25.0t/32.1t/27.2t
  - 208：-/32.3t/-
- ボイラー
  - 火格子面積/火室伝熱面積/過熱面積/全伝熱面積
    - 201-202：1.1m2/6.0m2/-/64.8m2
    - 203-207：1.1m2/6.0m2/-/58.5m2
    - 208：1.1m2/6.0m2/26.8m2/84.1m2

  - 煙管本数：130本（201-202）、116本（203-207）、21本（208）
  - 煙管長：3200mm
  - 使用圧力：12kg/cm2
- シリンダ
  - 径：360mm（201-202）、340mm（203-208）
  - ストローク：500mm
- 弁装置：ワルシャート式
- 出力：180kW
- 牽引トン数：135t（18パーミル、20km/h）
- 最高速度：45km/h（製造時）、55km/h（1930年以降）、60km/h（1936年以降）
- ブレーキ装置：手ブレーキ、蒸気ブレーキ（201-202）、空気ブレーキ（203-208）

### 改造
- 201、202号機は1908年にブレーキ装置を改造してを空気ブレーキを装備している。
- 飽和蒸気式の203-208号機は1920年代半ばに順次ボイラーを変更して過熱蒸気式に改造されており、煙突も208号機同様前位寄りとなっている。なお、煙管数は37本で過熱面積は18m2、全伝熱面積は59.8m2とされており、全伝熱面積は改造以前とほぼ同等となっている。また、この改造により運転整備重量は33.1tに増加している。

## 仕様(215-218号機)
- 本機はレーティッシュ鉄道のG3/4形のうち、最終グループの9-16号機のうち9、10、15、16号機を譲受したものであり、本機がスイス国鉄のG3/4形のベースとなったこともあり、車軸配置、動輪径は同一、シリンダ径も203号機以降と同一の340mm、全長は20mm短い8510mm、全伝熱面積は若干大きい65.0m2となっている。
- また、201-208号機との相違点は台枠が外台枠でシリンダの左右間隔が広い点であるほか、煙突頂部の形状やキャブ前後の窓形状が異なっている。
- スイス国鉄への編入後は連結器を交換[8]した程度でほぼ原形で使用されている。
- なお、本機の詳細はレーティッシュ鉄道G3/4形蒸気機関車の項を参照。

## 運行
- スイス国鉄の唯一の1m軌間の路線であるルツェルン-インターラーケン間のブリューニック線の粘着区間で使用されていた。
- ブリューニック線は全長74.0km、高度差566m、最急勾配25パーミル（粘着区間）もしくは120パーミル（ラック区間）、最高高度1002m、高度差567mでルツェルン-インターラーケン間を結ぶ山岳路線で、ルツェルン湖からレマン湖に抜けるゴールデンパスラインの一部であり、スイス国鉄の唯一の1m軌間の路線であった。
- 本機は粘着区間で使用されて、単機または重連で旅客および貨物列車を牽引しており、ラック区間兼用のHG3/3形と併用されていた。
- ブリューニック線の電化後も入換用や電気方式の異なるベルナーオーバーラント鉄道[9]とメイリンゲン・インナートキルヒェン鉄道[10]との連絡輸送に1965年9月まで使用されていた。

## 廃車・譲渡
1942年のブリューニック線の電化により、1941年以降1965年にかけて順次廃車となり、3両がギリシャへ、1両が個人に譲渡されている。各機体の廃車年、譲渡先は以下の通り。
- 201 - 1947年 - 解体
- 202 - 1943年 - 解体
- 203 - 1947年 - ギリシャ
- 204 - 1947年 - ギリシャ
- 205 - 1947年 - ギリシャ
- 206 - 1957年 - 解体
- 207 - 1965年 - 解体
- 208 - 1965年 - 個人

- 215 - 1942年 - 廃車
- 216 - 1942年 - 廃車
- 217 - 1941年 - 廃車
- 218 - 1942年 - 廃車

- ギリシャに譲渡された機体はHG3/3形2両とともにテッサリア地方のテッサリア鉄道[11]で、ヴォロスでの入換用などに同番号のまま使用された。カウキャッチャーとねじ式連結器が取付けられている。現在では使用されていないが、203号機が残されている。
- 208号機はHG3/3 1067号機とともに個人に譲渡された後、1974年からはブリューニック蒸気鉄道[12]などでファントレインを牽引している。